# Mihkli Salumägi
Mihkli Salumägi är en kulle i Estland.   Den ligger i landskapet Pärnumaa, i den västra delen av landet, 90 km söder om huvudstaden Tallinn. Toppen på Mihkli Salumägi är 36 meter över havet.
Terrängen runt Mihkli Salumägi är mycket platt. Runt Mihkli Salumägi är det mycket glesbefolkat, med 3 invånare per kvadratkilometer. Närmaste större samhälle är Lihula, 16,8 km väster om Mihkli Salumägi. Omgivningarna runt Mihkli Salumägi är en mosaik av jordbruksmark och naturlig växtlighet.